# Biệt thự Jeanneret
Biệt thự Jeanneret cùng với La Roche là hai dinh thự tại Paris được thiết kế bởi Le Corbusier và Pierre Jeanneret vào năm 1923-1925 và được cải tạo bởi Charlotte Perriand vào năm 1928. Hiện nay cả hai đều không còn có người sinh sống mà trở thành những bảo tàng và kho lưu trữ của Fondation Le Corbusier. Những ngôi nhà này nằm ở góc 8-10 Docteur-Blanche, quận 16, Paris. Biệt thự Jeanneret không mở cửa cho công chúng.

## Lịch sử
Biệt thự Jeanneret được ủy quyền xây dựng bởi Albert Jeanneret, và vị hôn thê của ông Lotti Raaf cho Le Corbusier. Nó là một phần của một dự án chung với biệt thự La Roche liền kề - kế hoạch ban đầu liên quan đến nhiều ngôi nhà và nhiều khách hàng hơn, nhưng chỉ có Jeanneret và La Roche là được xây dựng.
Nó bao gồm một salon, phòng ăn, phòng ngủ, một phòng nghiên cứu, một nhà bếp, một phòng dành cho người giúp việc và một nhà để xe. Nó hướng về phía bắc, và bị hạn chế tầm nhìn bởi các khu vườn xung quanh. Do đó, ngôi nhà cần thiết kế để có được ánh sáng tự nhiên bằng cách tạo ra các khoảng đón ánh sáng, sân thượng và cửa sổ trên mái. Trên mái nhà là sân thượng với thiết kế giống như boong tàu.
Vào tháng 7 năm 2016, biệt thự cùng với La Roche và một số công trình kiến trúc trong số các Tác phẩm kiến trúc của Le Corbusier được công nhận là Di sản thế giới của UNESCO.